# Felace

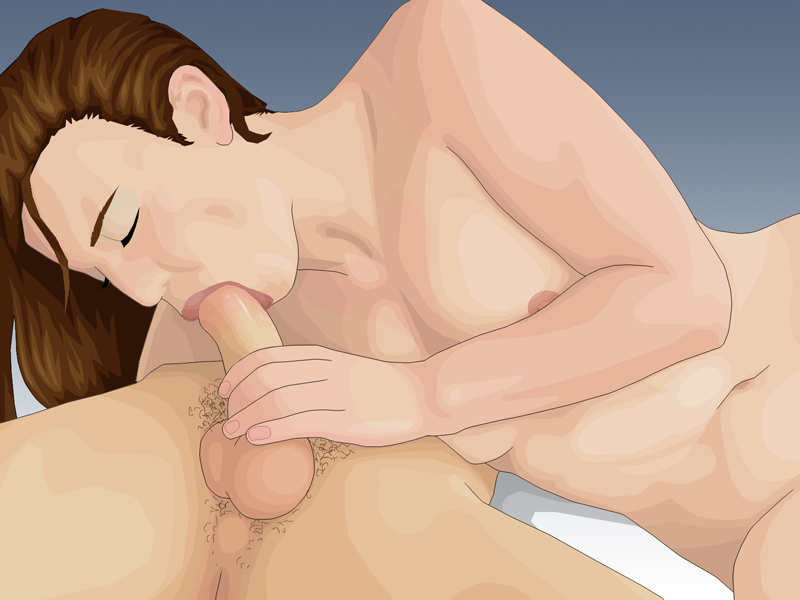
Felace

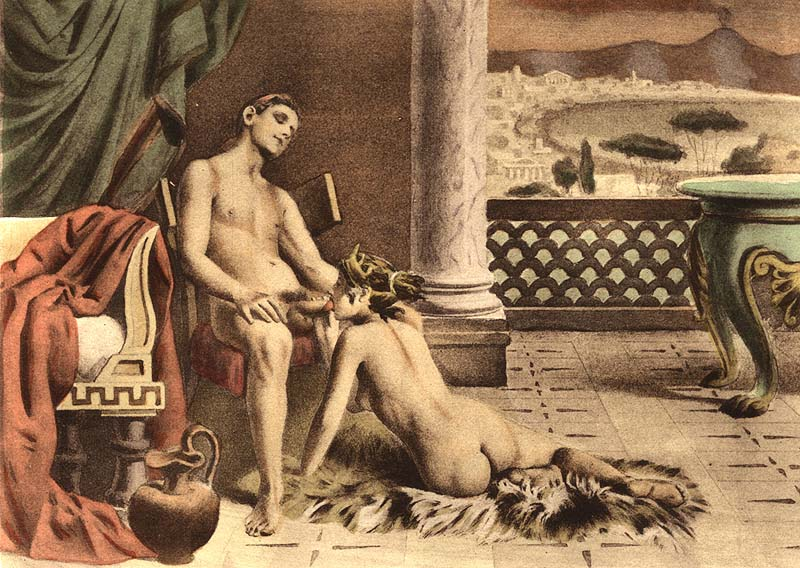
Vyobrazení felace na ilustraci Édouarda-Henri Avrila

Felace (lidově kouření, kuřba, z angličtiny blowjob, BJ či head) je druh orálního sexu, při němž je ústy stimulován penis.

## Popis
Může se provozovat až do závěrečné ejakulace, která může být do úst partnerky či partnera. Jinou možností je orální sex těsně před vyvrcholením ukončit a výron semene pak proběhne mimo ústní dutinu (přitom může být prováděna stimulace rukou). V některých případech dochází k výronu na partnerku či partnera, na obličej, na prsa, chodidla či zcela mimo, a to dle domluvy partnerů.
Při ejakulaci do úst občas dochází k (dobrovolnému) pozření spermatu osobou provádějící orální sex. Sperma poté putuje do žaludku, kde se následně rozloží a vstřebá. Převážně mezi mladší a nezkušenou populací se objevují obavy, že se dá prostřednictvím orálního sexu otěhotnět. Tyto obavy jsou zcela nepodložené, jelikož orální sex otěhotnění ženy neumožňuje.

## Přenosné nemoci
Na druhou stranu existuje značné riziko přenosu různých pohlavních nemocí orálním sexem mezi partnery (např. HIV, HPV, kapavka atd.), zejména v případě poranění v dutině ústní, kterým by mohlo dojít k přímému kontaktu s krevním oběhem.